# Giuseppe Natale Vegezzi

Bischofswappen von Giuseppe Vegezzi

Giuseppe Natale Vegezzi (* 30. Januar 1960 in Nerviano, Lombardei) ist ein italienischer römisch-katholischer Geistlicher und Weihbischof in Mailand.

## Leben
Giuseppe Natale Vegezzi studierte am Priesterseminar der Ambrosianer und empfing am 9. Juni 1984 durch Carlo Maria Kardinal Martini SJ das Sakrament der Priesterweihe für das Erzbistum Mailand.
Nach der Priesterweihe war er in verschiedenen Gemeinden der Pfarrseelsorge tätig, zuletzt von 2012 bis 2018 als Pfarrer der Pfarrei San Vittorio in Rho. Seit 2018 war er Bischofsvikar für die Seelsorgezone II des Erzbistums Mailand mit Sitz in Varese. Außerdem war er in der Priesterfortbildung tätig und für die Geistlichen verantwortlich, die ihr Amt aufgegeben haben.
Papst Franziskus ernannte ihn am 30. April 2020 zum Titularbischof von Turres Concordiae und zum Weihbischof in Mailand. Der Erzbischof von Mailand, Mario Delpini, spendete ihm und dem mit ihm ernannten Weihbischof Giovanni Luca Raimondi am 28. Juni desselben Jahres die Bischofsweihe. Mitkonsekratoren waren die emeritierten Mailänder Weihbischöfe Erminio De Scalzi und Luigi Stucchi.